# Amanda D. Lotz
Amanda D. Lotz es una docente norteamericana, experta en TV y medios de comunicación. Reconocida principalmente por sus investigaciones sobre estudios televisivos, economía de la televisión y economía de las compañías de medios, así como también por popularizar términos tales como Era de la Red, Era de la Post-red y Transición Multi-canal, entendida esta última como la transición de la industria televisiva a la lógica del cable.
Lotz ha sido profesora de Estudios de Comunicación y Artes Escénicas dentro del Departamento de Estudios de Comunicación de la Universidad de Míchigan. Previamente se desempeñó como profesora Asistente en la Universidad de Denison y fue becaria posdoctoral de la Universidad de Washington en St. Louis. Actualmente vive en Australia y trabaja en la Queensland University of Technology.
Sus investigaciones se centran en la industria televisiva estadounidense, principalmente en los cambios producidos por el final de la llamada Era de la Red, y en las representaciones de género en televisión y otros medios de comunicación.
Además se desempeña como coconductora del Podcast "Media Business Matters" que se enfoca en historias recientes de los medios de comunicación y por qué éstas importan.
Lotz estudió la Licenciatura en Artes con especialización en Comunicaciones en la Universidad DePauw (1992-1996), luego realizó la Maestría en Artes con especialización en Telecomunicaciones de la Universidad de Indiana (1996-1997) y, posteriormente, un Doctorado en Filosofía con especialización en Radio, Televisión y Cine de la Universidad de Texas (1997-2000).

## Publicaciones
Lotz es autora, coautora y editora de seis libros y varios artículos académicos, capítulos de libros y presentaciones de conferencias.
Libros de los que es autora: 
- We Now Disrupt This Broadcast. How Cable Transformed Television and the Internet Revolutionized It All (MIT Press, 2018)[5]
- Portals: A Treatise on Internet-Distributed Television (University of Michigan Press, 2017)
- Cable Guys: Television and American Masculinities in the 21st Century (New York University Press, 2014).
- The Television Will Be Revolutionized (New York University Press, 2007) revisada, 2ª ed. publicada en 2014.
- Redesigning Women: Television After the Network Era (University of Illinois Press, 2006)

Libros en los que participa como coautora: 
- Understanding Media Industries (con Timothy Havens, Oxford University Press, 2011) revisada, 2ª ed. publicada en 2016.
- Television Studies (con Jonathan Gray, Polity, 2011)

Editora de: 
- Beyond Prime Time: Television Programming in the Post-Network Era (Routledge, 2009)

## Premios y honores
- Faculty Fellow National Association of Television Program Executives.
- Faculty Development Grant National Association of Television Program Executives.
- Coltrin Professor of the Year, International Radio and Television Society.
- Academy of Television Arts & Sciences Foundation Faculty Seminar.
- Phi Beta Kappa (Universidad DePauw)